# Рыбченки (Хорольский район)
Рыбченки (укр. Рибченки) — село,
Шишакский сельский совет,
Хорольский район,
Полтавская область,
Украина.
Код КОАТУУ — 5324887007. Население по переписи 2001 года составляло 31 человек.

## Географическое положение
Село Рыбченки находится на расстоянии в 1 км от села Шишаки.
По селу протекает пересыхающий ручей с запрудой.

## История
Село указано на трехверстовке Полтавской области. Военно-топографическая карта.1869 года как хутор Рябченков